# Tlustec
Tlustec är en kulle i Tjeckien.   Den ligger i regionen Liberec, i den norra delen av landet, 70 km norr om huvudstaden Prag. Toppen på Tlustec är 591 meter över havet, eller 280 meter över den omgivande terrängen. Bredden vid basen är 2,7 km.
Terrängen runt Tlustec är varierad.Runt Tlustec är det ganska tätbefolkat, med 104 invånare per kvadratkilometer. Närmaste större samhälle är Česká Lípa, 15,2 km väster om Tlustec. Omgivningarna runt Tlustec är en mosaik av jordbruksmark och naturlig växtlighet.